# 仙台市宮城広瀬総合運動場
仙台市宮城広瀬総合運動場（せんだいしみやぎひろせそうごううんどうじょう）は、宮城県仙台市青葉区にある運動施設。国道48号沿いに1977年6月に開設。TM共同事業体が指定管理者として管理している。
仙台環境開発によるネーミングライツにより、2013年より仙台環境開発スポーツパーク宮城広瀬との愛称が用いられている。

## 施設概要
- 体育館
  - 床面積
    - 1,044.07m2

  - 利用可能種目

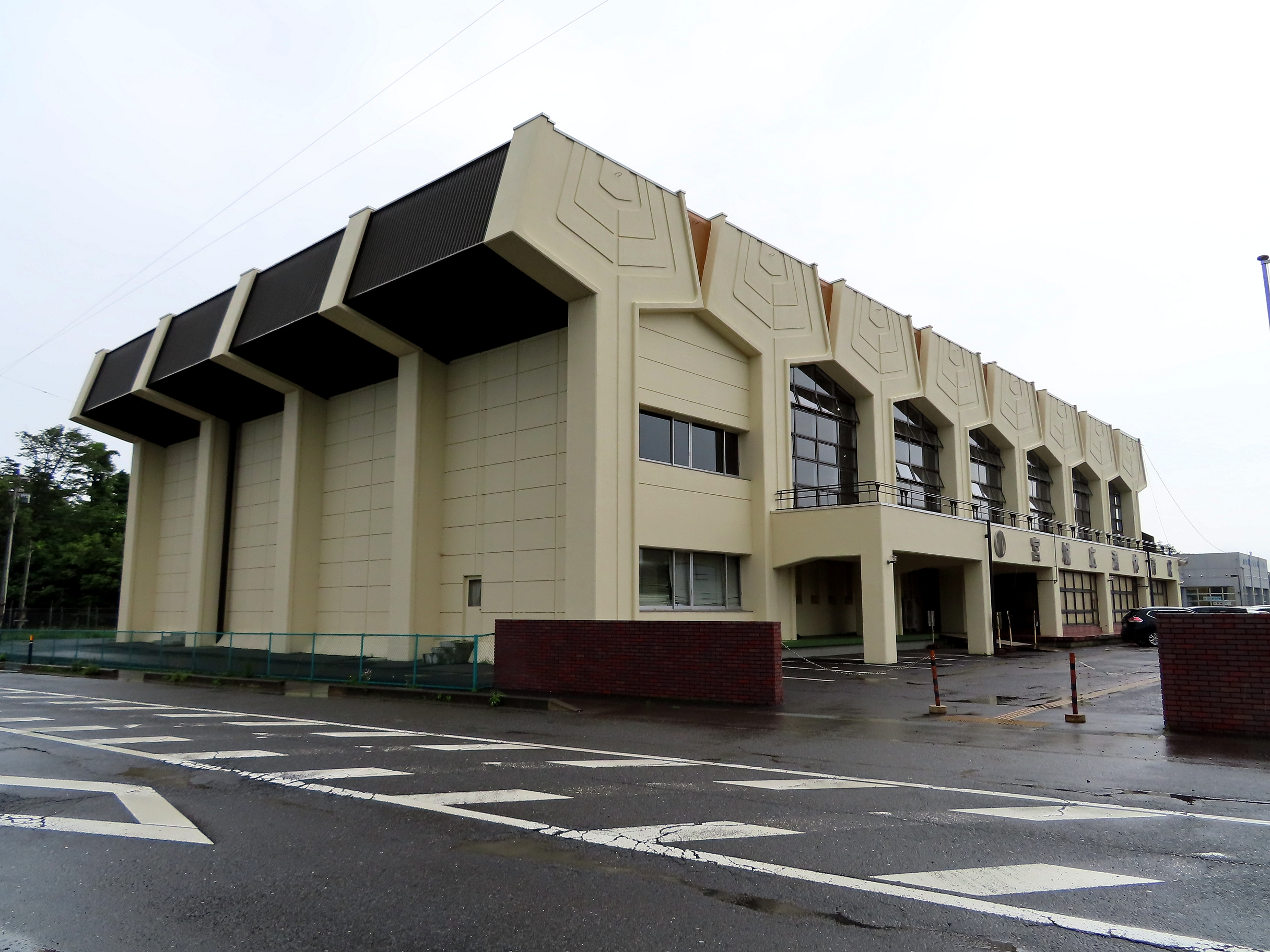
宮城広瀬体育館

    - バスケットボール2面、バレーボール2面、バドミントン6面、テニス1面、卓球15台

  - 付属施設
    - 会議室、幼児室
- 宮城広瀬球場
  - 当項目を参照。
- 宮城広瀬グラウンド
  - 延面積
    - 12,403.00m2

  - 施設概要
    - レフト側約140ｍ、ライト側約100ｍ、スコアボード、バックネット、ベンチ、サッカーゴール

  - 種目
    - 軟式野球、ソフトボール、キックベースボール、サッカー、フットサル（ゴールなし）、ラクロス、ゲートボール
- 宮城広瀬庭球場
  - 構造
    - 砂入り人工芝

  - 延面積
    - 2,104.00m2（3面）

- 温水プール
  - 床面積
    - 1,596.03m2

  - 施設概要

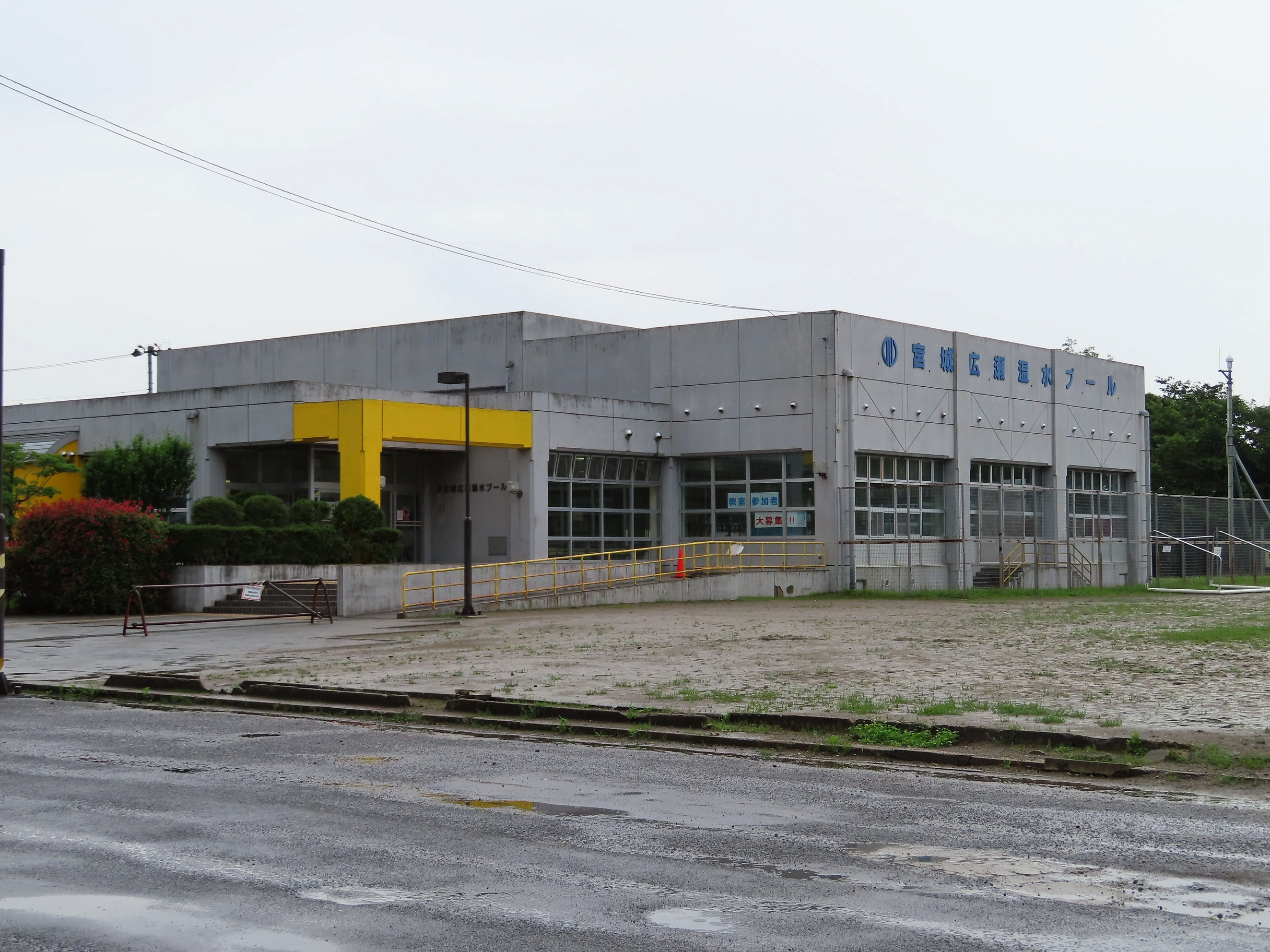
宮城広瀬温水プール

    - 25mプール（5コース）、幼児用プール（すべり台あり）、採暖室、シャワー室

## 所在地
〒989-3124
宮城県仙台市青葉区上愛子字松原39-1

## アクセス
- 仙台市営バス
  - 仙台駅西口10番のりば：作並温泉、白沢車庫、定義行き（約50分）→仙台環境開発スポーツパーク宮城広瀬（宮城広瀬総合運動場）前下車→徒歩5分

駐車場あり（大型バス7台、普通車100台（無料））

## 周辺
- 国道48号（作並街道）
- 仙山線（最寄駅は愛子駅。2.5km。）
- 広瀬川
- 西仙台病院